# Miki Howard
Miki Howard, née Alicia Michelle Howard le 30 septembre 1960 à Chicago, est une chanteuse et actrice américaine ayant interprété une série de chansons ayant figuré dans le Top 10 au milieu des années 1980 et au début des années 1990, comprenant Baby, Be Mine (1987), Come Share My Love (1986) et Love Under New Management (1990). Deux de ses titres, Ain't Nobody Like You (1992) et Ain't Nuthin’ in the World (1989), ont atteint la première place du top américain de R&B.

## Enfance et jeunesse
Alicia Michelle Howard est née à Chicago, Illinois. Elle est la fille de Joséphine Howard, chanteuse de gospel faisant partie du groupe The Caravans, et de Clay Graham de The Pilgrim Jubilees,. Sa mère reçoit chez eux diverses stars comme Aretha Franklin et Mavis Staples. À l'âge de neuf ans, Howard et sa famille déménagent à Los Angeles où sa mère chantait dans une chorale dirigée par James Cleveland, membre des Caravans. Albertina Walker, Shirley Caesar, Billy Preston et Fats Domino ont visité la nouvelle résidence des Howard, à Los Angeles. Howard a également été influencée par les grands noms du jazz, Billie Holiday, Dinah Washington et Nancy Wilson. Adolescente, elle a souvent visité Maverick Plat, une célèbre boîte de nuit à Los Angeles, regroupant plusieurs artistes tels Rufus & Chaka Khan et Earth Wind & Fire, qui ont eu une grande influence dans sa quête d'une carrière professionnelle dans la chanson.

## Carrière musicale

### 1980-85:Side Effect
À 16 ans, après un spectacle où elle joue, elle rencontre le chanteur Augie Johnson, leader et membre du groupe de R&B Side Effect. Il commence à travailler avec elle. Johnson charme Howard et, plus tard, la choisit comme chanteuse du groupe. En 1979, Howard remplace Sylvia St. James dans le groupe. Elle reste dans le groupe quelques années. En 1980, l'album After The Rain sort. En plus de chanter avec les Side Effect, elle fait les chœurs pour Wayne Henderson, Roy Ayers, Stanley Turrentine, et plusieurs autres artistes. En 1985, Howard décide qu'elle est prête à commencer une carrière solo et quitte le groupe. Elle signe un contrat avec Atlantic Records.

### 1986:Come Share My Love
Produit par Lemel Humes, Howard sort son premier album, Come share my love, en 1986. Il atteint la 19e place du top R&B.  Le premier single, Come share my love, allait devenir son premier hit aux États-Unis. La chanson se classe cinquième au top R&B. Le single suivant est une reprise d'Imagination, de Glenn Miller (1940). Le titre culmine à la 13e place du top R&B. Il s'agit du premier clip de Howard. Elle entreprend sa première tournée en 1987, en ouverture pour le groupe funk Cameo. Le dernier single, Come Back To Me Lover, se classe enfin à la 33e place au top R&B.

## Vie privée
Howard a trois enfants. Son fils Brandon Howard est né le 2 avril 1981. Son fils Nicholas Johnson (né en 1984) est issu de sa relation avec Augie Johnson, membre des Side Effect. En 1985, lorsque Johnson refuse de l'épouser, Howard quitte les Side Effect et se sépare de Johnson. Elle commence alors sa carrière solo, élevant ses deux fils en tant que mère célibataire. Howard débute ensuite une autre relation rapide avec le chanteur-compositeur-interprète Gerald Levert ; peu de temps après, elle signe pour Atlantic Records en 1985. Leur relation inspire une série de duos, dont la chanson Baby Be Mine, dédiée à Levert. Selon Howard, Levert l'a aidée à surmonter sa dépendance à la drogue. Elle déclare que leur relation dura jusqu'à la mort de Levert, en 2006.

## Discographie

### Albums
- 2001 : The very best of Miki Howard (Rhino/WEA)

### Singles
| Année | Titre                                                | Meilleur classement | Meilleur classement | Meilleur classement | Album                |
| Année | Titre                                                | US                  | US R&B              | UK                  | Album                |
| ----- | ---------------------------------------------------- | ------------------- | ------------------- | ------------------- | -------------------- |
| 1986  | Come Share My Love                                   | —                   | 5                   | —                   | Come Share My Love   |
| 1987  | Imagination                                          | —                   | 13                  | —                   | Come Share My Love   |
| 1987  | Come Back to Me Lover                                | —                   | 33                  | —                   | Come Share My Love   |
| 1987  | Baby, Be Mine                                        | —                   | 5                   | —                   | Love Confessions     |
| 1988  | That's What Love Is (avec Gerald Levert)             | —                   | 4                   | —                   | Love Confessions     |
| 1988  | Crazy                                                | —                   | 38                  | —                   | Love Confessions     |
| 1989  | Ain't Nuthin' in the World                           | —                   | 1                   | —                   | Miki Howard          |
| 1989  | Love Under New Management                            | 89                  | 2                   | —                   | Miki Howard          |
| 1990  | Until You Come Back to Me (That's What I'm Gonna Do) | —                   | 3                   | 67                  | Miki Howard          |
| 1990  | Come Home to Me                                      | —                   | 53                  | —                   | Miki Howard          |
| 1992  | Ain't Nobody Like You                                | 64                  | 1                   | —                   | Femme Fatale         |
| 1992  | Release Me                                           | —                   | 43                  | —                   | Femme Fatale         |
| 1993  | But I Love You                                       | —                   | 112                 | —                   | Femme Fatale         |
| 1996  | Something I've Never Had                             | —                   | 105                 | —                   | Can't Count Me Out   |
| 2001  | Nobody                                               | —                   | —                   | —                   | Three Wishes         |
| 2008  | Favorite Time of the Year                            | —                   | —                   | —                   | Private Collection   |
| 2014  | Panther (feat. Too Short)                            | —                   | —                   | —                   | I Choose to Be Happy |
| .     |                                                      |                     |                     |                     |                      |

## Tournée
- Cameo Tour (1987)
- Jazz AllStars Tour (2009)
- Throwback Unplugged Tour (2011)

## Filmographie
- Malcolm X (1992)
- Poetic Justice (1993)

## Récompenses
Soul Train Awards
| Année | Catégorie             | Album/Piste     | Résultat |
| ----- | --------------------- | --------------- | -------- |
| 1988  | Révélation R&B / Soul | Love Confesions | Gagnante |

American Music Awards
| Année | Catégorie                   | Album/Piste | Résultat |
| ----- | --------------------------- | ----------- | -------- |
| 1990  | Artiste féminine R&B / Soul | Miki Howard | Nommée   |

Grammy Awards
| Année | Catégorie          | Album/Piste  | Résultat |
| ----- | ------------------ | ------------ | -------- |
| 2002  | Meilleur album R&B | Three Wishes | Nommée   |

Chicago Music Awards
| Année | Catégorie                  | Résultat |
| ----- | -------------------------- | -------- |
| 2012  | Lifetime Achievement Award | Gagnante |